# Duroniella gracilis
Duroniella gracilis är en insektsart som beskrevs av Boris Petrovich Uvarov 1926. Duroniella gracilis ingår i släktet Duroniella och familjen gräshoppor. Inga underarter finns listade i Catalogue of Life.